# Grijze lijstergaai
De grijze lijstergaai (Garrulax maesi) is een zangvogel uit de familie Leiothrichidae. Deze vogel is genoemd naar de Franse aviculturist Jules Albert Maës (1845-1914) die het holotype aan het Muséum national d'histoire naturelle in Parijs had geschonken.

## Verspreiding en leefgebied
Deze soort komt voor in het zuidoostelijk China en noordelijk Vietnam.

## Status
De grootte van de populatie is niet gekwantificeerd maar de soort wordt omschreven als plaatselijk schaars tot algemeen. Op de Rode lijst van de IUCN heeft deze soort de status niet bedreigd.